# Tritteling-Redlach
Tritteling-Redlach är en kommun i departementet Moselle i regionen Grand Est (tidigare regionen Lorraine) i nordöstra Frankrike. Kommunen ligger i kantonen Faulquemont som tillhör arrondissementet Boulay-Moselle. År 2022 hade Tritteling-Redlach 513 invånare.

## Befolkningsutveckling
Antalet invånare i kommunen Tritteling-Redlach
| Referens: INSEE |